# Wolfgang Schiffer

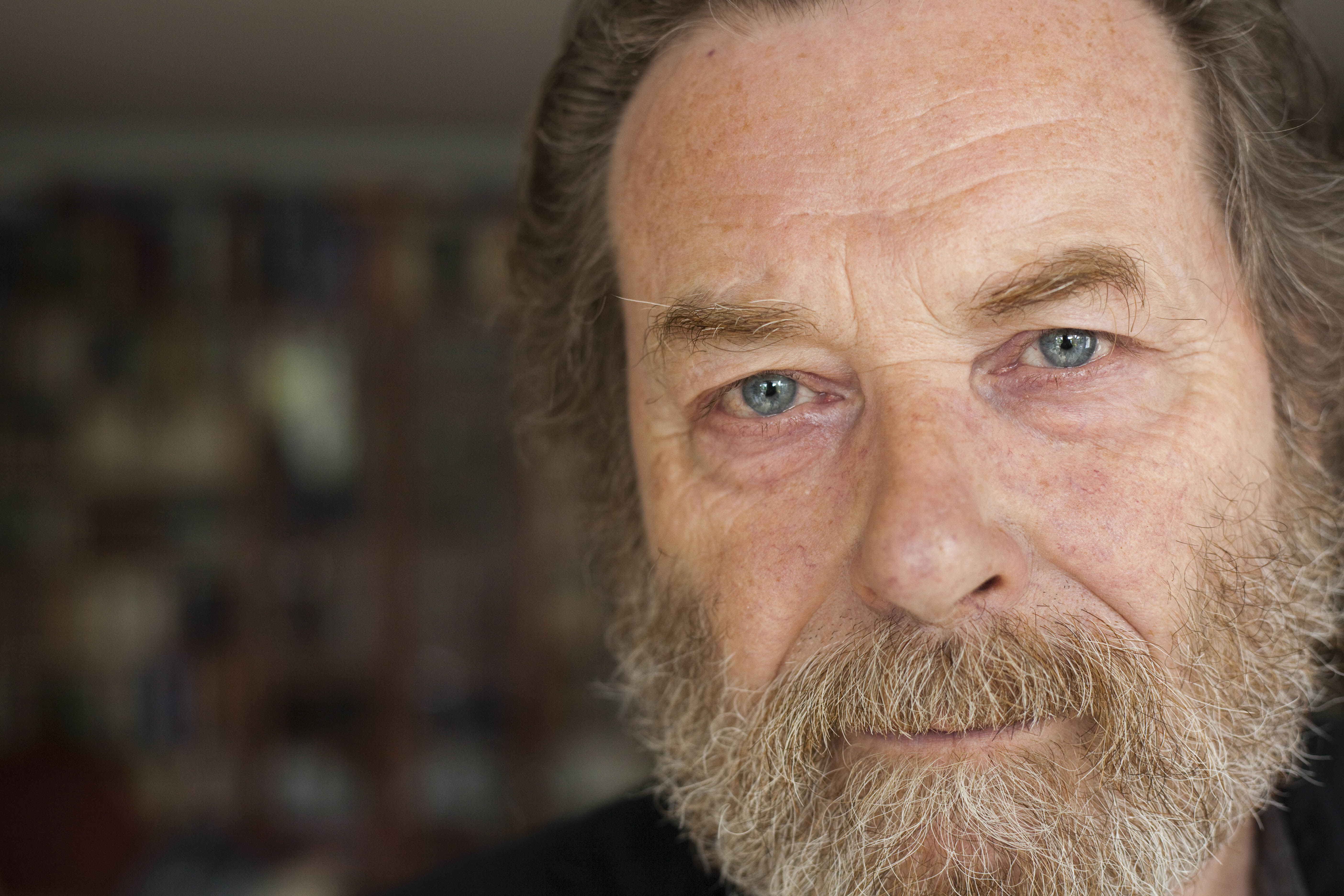
Wolfgang Schiffer, 2011

Wolfgang Schiffer (* 5. Mai 1946 in Nettetal-Lobberich, Deutschland) ist ein deutscher Schriftsteller und Übersetzer isländischer Literatur. Bis 2011 war er Redakteur im Hörspiel des Westdeutschen Rundfunks Köln (WDR).

## Leben
Wolfgang Schiffer wuchs am Niederrhein auf. Von 1967 bis 1972 studierte er Germanistik, Philosophie und Theaterwissenschaft an der Universität zu Köln und schloss mit dem Magistergrad ab. 1976 begann er seine Laufbahn im WDR, zunächst als Hörspiel-Dramaturg, ab 1991 bis zu seiner Pensionierung 2011 als Redakteur in leitenden Positionen des Hörspiels und Radio-Features. Schiffer gehörte von 1995 bis 2003 dem Lenkungskomitee der Europäischen Rundfunkunion (EBU) an. 1991 erhielt er wegen seiner Verdienste um den isländisch-deutschen Kulturaustausch das Ritterkreuz des Isländischen Falkenordens.
Schiffer ist Mitglied des PEN-Zentrums Deutschland und übersetzt isländische Literatur, ist Verfasser von Romanen, Erzählungen, Gedichten, Theaterstücken und Hörspielen. Er lebt in Köln und Prag.

## Werke (Auswahl)
- Die Befragung des Otto B., Roman, Claassen-Verlag, Düsseldorf 1974, ISBN 3-546-47965-3
- Der andere geigt, der nächste frißt Gras - Gertrud, Hörspiel (zus. mit Charles Dürr), Köln WDR 1978, gedruckt in Sprechstörungen, Radius Verlag, Stuttgart 1980, ISBN 3-87173-557-4
- Kalt steht die Sonne, Gedichte, Claassen-Verlag, Düsseldorf 1983, ISBN 3-546-47972-6
- Kronstadts Bericht, Hörspiel, Köln WDR 1983
- Gestörtes Leben, Bühnenstück, UA Städtische Bühnen Dortmund 1983
- Island: Wenn das Eisherz schlägt. Isländische Nachkriegsliteratur, Kunst und Kultur, Hrsg. (zus. mit Franz Gíslason, Sigurður A. Magnusson), die horen Bd. 143, Bremerhaven 1986
- Das Meer kennt keine Stille, Novelle, Edition Pestum/Arena Verlag, Würzburg 1988, ISBN 3-505-09748-9
- Und es brannten die Bäume, Zeitgenössische Lyrik aus der BRD (in isländischer Übersetzung), Hrsg. (zus. mit Franz Gíslason), Verlag Mál og menning, Reykjavík/Island 1989
- Geahnter Flügelschlag, Ausgewählte Gedichte von Stefán Hörður Grímsson, zusammengestellt und aus dem Isländischen, übersetzt (zus. mit Franz Gíslason), Verlag Kleinheinrich, Münster 1992, ISBN 3-926608-73-0
- Der Bericht, Prosa, edition fundamental, Köln 1993
- Geschichten aus Deutschland, Erzählungen und Kurzprosa (in isländischer Übersetzung), Hrsg. (zus. mit Franz Gíslason), Verlag Mál og menning, Reykjavík/Island 1994, ISBN 9979-3-0768-4
- Brennend fliegt ein Schwan, Ausgewählte Gedichte von Snorri Hjartarson, zusammengestellt und aus dem Isländischen übersetzt (zus. mit Franz Gíslason), Verlag Kleinheinrich, Münster 1997, ISBN 3-930754-11-8

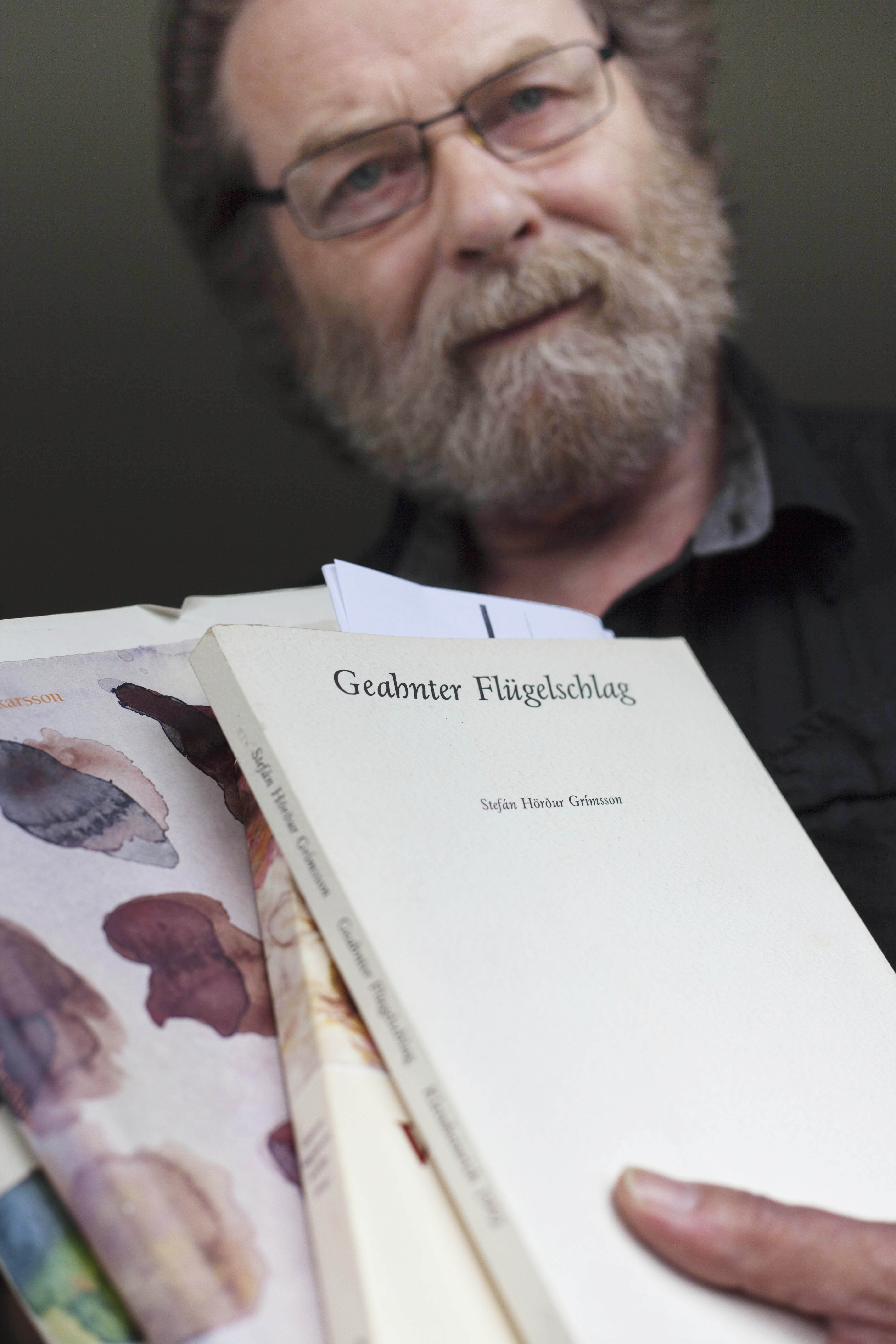
Wolfgang Schiffer mit einigen seiner Übersetzungen aus dem Isländischen, 2011

- Wortlaut Island, Anthologie, Hrsg. und Übers. (zusammen mit Sigurður A. Magnússon und Franz Gíslason), edition die horen, Bremerhaven 2000, ISBN 3-89701-570-6
- Bei betagten Schiffen / Islands ‚Atomdichter‘, Ein Lesebuch, Hrsg. (zus. mit Eysteinn Þorvaldsson) und Mitübers., die horen, Bd. 242, Bremerhaven 2011, ISBN 978-3-86918-111-0
- Die Saison geht zu Ende – Eine Auswahl aus dem lyrischen Schaffen von Wolfgang Schiffer, mit Zeichnungen von Jón Thor Gíslason; Mitlesebuch Nr. 120, Aphaia, Berlin 2014
- Þorpið – Das Dorf, von Jón úr Vör, aus dem Isländischen übertragen von Sigrún Valbergsdóttir und Wolfgang Schiffer, mit Zeichnungen von Kjartan Guðjónsson, Queich Verlag 2014, ISBN 978-3-939207-21-4
- Bilanz – Hörspielkunst aus den Studios des WDR, 10 CDs und ein Begleitband, Hrsg., zusammen mit Michael Serrer. Schriftenreihe Literatur der Kunststiftung NRW, Lilienfeld, Düsseldorf 2016, ISBN 978-3-940357-58-8
- Die Befragung des Otto B., Neuauflage als E-Book, mit aktueller Nachbetrachtung, Edition Elektrobibliothek, Verbrecher Verlag, Berlin 2017, ISBN Epub: 978-3-95732-303-3, ISBN Mobipocket: 987-3-95732-304-0
- Cinema, Lyrikanthologie. Hrsg., zus. mit Dinçer Güçyeter, ELIF Verlag, Nettetal 2019, ISBN 978-3-946989-19-6
- Das Alphabet des Feuers – Wolfgang Schiffer liest Gedichte aus Island, 5 CDs mit Booklet, ELIF Verlag, Nettetal 2021, ISBN 978-3-946989-48-6
- Dass die Erde einen Buckel werfe. Gedichte, ELIF Verlag, Nettetal 2022, ISBN 978-3-946989-43-1
- Türschwellenkinder - Über die Arbeit der Eltern, Anthologie. Hrsg., zus. mit Dinçer Güçyeter, ELIF Verlag, Nettetal 2023, ISBN 978-3-946989-68-4
- Gespräche mit dem Enkel, Gedichte, mit Grafiken von Jón Thor Gíslason, Volksausgabe und Künstlerbuch, Corvinus Presse, Berlin 2024
- Ich höre dem Regen zu, Gedichte, ELIF Verlag, Nettetal 2024, ISBN 978-3-946989-81-3
- Die Backstage eines Buches – Wege und Irrwege literarischen Arbeitens, Anthologie. Hrsg., zus. mit Dinçer Güçyeter, ELIF Verlag, Nettetal 2023, ISBN 978-3-946989-90-5

Übersetzungen aus dem Isländischen, zusammen mit Jón Thor Gíslason, ELIF Verlag (und andere):
- Denen zum Trost, die sich in ihrer Gegenwart nicht finden können. Gedichte von Ragnar Helgi Ólafsson, ISBN 978-3-946989-02-8

- Gedichte erinnern eine Stimme, Gedichte von Sigurður Pálsson, ISBN 978-3-946989-16-5
- Handbuch des Erinnerns und Vergessens. Erzählungen von Ragnar Helgi Ólafsson, ISBN 978-3-946989-26-4
- das kleingedruckte. Gedichte von Linda Vilhjálmsdóttir, ISBN 978-3-946989-35-6
- Der sechste Wintermonat. Ein Gedichtzyklus von Björg Björnsdóttir, aus dem Isländischen von Jón Thor Gíslason und Wolfgang Schiffer und mit Graphiken von Jón Thor Gíslason, Corvinus Presse, Berlin 2021, ISBN 978-3-942280-51-8
- Lederjackenwetter. Gedichte von Fríða Ísberg, ISBN 978-3-946989-46-2
- Schnee über den Buchstaben. Gedichte von Dagur Hjartarson, ISBN 978-3-946989-47-9
- Was verschwindet / Það sem hverfur. Gedichte von Aðalsteinn Ásberg Sigurðsson mit Fotos von Nökkvi Elíasson, DIMMA Reykjavík 2022, ISBN 978-9935-504-49-4
- Ewigzeit, Gedichte von Ásta Fanney Sigurðardóttir, ISBN 978-3-946989-61-5
- Lose Blätter, Gedichte und Texte von Ragnar Helgi Ólafsson ISBN 978-3-946989-69-1
- Nachtarbeit, Gedichte von Sjón ISBN 978-3-946989-78-3